# Die Stem van Suid-Afrika
Die Stem van Suid-Afrika (wörtlich Die Stimme Südafrikas, sinngemäß übersetzt eher Der Ruf Südafrikas; englisch The Call of South Africa) war von 1957 bis 1997 die offizielle Nationalhymne Südafrikas. Von 1994 bis 1997 war sie gemeinsam mit Nkosi Sikelel’ iAfrika Nationalhymne. Seit 1997 bildet sie einen Teil der neugeschaffenen Hymne.

## Geschichte
Der afrikaanssprachige Text der Stem van Suid-Afrika wurde im Mai 1918 von C. J. Langenhoven als Gedicht verfasst. Die Musik dazu komponierte im Jahre 1921 Reverend M. L. de Villiers. Die Hymne wurde vom südafrikanischen Rundfunk zusammen mit God Save the King als Abschluss seines Tagesprogrammes gespielt und erstmals 1928 zu einem offiziellen Anlass gesungen. Seit 1952 ist auch die englischsprachige Fassung der Hymne (The Call of South Africa) im Gebrauch.
Am 2. Mai 1957 wurde Die Stem van Suid-Afrika von der südafrikanischen Regierung offiziell zur Nationalhymne des Landes erklärt, was vom Parlament im Jahre 1959 durch Gesetz bestätigt wurde. Gesungen wurden jeweils die ersten Strophen.

## Text
Uit die blou van onse hemel,

uit die diepte van ons see.

Oor ons ewige gebergtes

Waar die kranse antwoord gee,

Deur ons ver-verlate vlaktes

Met die kreun van ossewa

Ruis die stem van ons geliefde,

Van ons land Suid-Afrika

Ons sal antwoord op jou roepstem,

Ons sal offer wat jy vra:

Ons sal lewe, ons sal sterwe

Ons vir jou, Suid-Afrika.

In die merg van ons gebeente,

In ons hart en siel en gees,

In ons roem op ons verlede,

In ons hoop op wat sal wees,

In ons wil en werk en wandel,

Van ons wieg tot aan ons graf

Deel geen ander land ons liefde,

Trek geen ander trou ons af.

Vaderland! ons sal die adel

Van jou naam met ere dra:

Waar en trou as Afrikaners

Kinders van Suid-Afrika.

In die songloed van ons somer,

In ons winternag se kou,

In die lente van ons liefde,

In die lanfer van ons rou.

By die klink van huw'liks-klokkies,

By die kluitklap op die kis

Streel jou stem ons nooit verniet nie,

Weet jy waar jou kinders is.

Op jou roep se ons nooit nee nie,

Se ons altyd, altyd ja:

Om te lewe, om te sterwe

Ja ons kom, Suid-Afrika.

Op U Almag vas vertrouend,

Het ons vadere gebou:

Skenk ook ons die krag, o Here!

Om te handhaaf en te hou

Dat die erwe van ons vaad're

Vir ons kinders erwe bly:

Knegte van die Allerhoogste,

Teen die hele wêreld vry.

Soos ons vadere vertrou het,

Leer ook ons vertrou o Heer

Met ons land en met ons nasie

Sal dit wel wees, God regeer.

### Übersetzung
Aus dem Blau unseres Himmels,

aus der Tiefe unserer See,

über unsere ewigen Gebirge,

wo die Felswände Antwort geben,

durch unsere weiten einsamen Ebenen

mit dem Ächzen der Ochsenkarren

rauscht die Stimme unseres geliebten,

unseres Landes Südafrika.

Wir werden deinem Ruf antworten,

wir werden aufbieten, was du verlangst:

Wir werden leben, wir werden sterben,

wir für dich, Südafrika.

In dem Mark unserer Gebeine,

Unserem Herz und Seele und Geist,

Im Ruhm unserer Vergangenheit,

In unserer Hoffen welches wird sein,

In unserem Wille und Werk und Wandern,

Von unserer Wiege bis zu unserem Grab,

Teilen wir kein anderem Land unsere Liebe,

Treckt kein andere Treue uns ab.

Vaterland, wir sollen den Adel

Ihres Namens mit Ehre tragen:

Wahr und treu wie Afrikaner,

Kinder von Süd-Afrika.

In der Sonnenglüh unseres Sommers,

In unserer Winternacht so kalt,

Im Lenz unserer Liebe,

Im Herbst unserer Reue,

Beim Klang der Hochzeitsglocken,

Beim Steinschlag auf dem Sarg,

Strählt ihre Stimme uns vergebens nie,

Wisst sie wo ihre Kinder sind.

Auf ihrem Ruf sagen wir niemals "nein",

Sagen wir immer, immer "ja":

Um zu leben, um zu sterben,

Ja, wir kommen, Süd-Afrika.